# Битка за Будимпешту
Битка за Будимпешту је била опсада током Другог светског рата која је трајала од 29. децембра 1944. до 13. фебруара 1945. у којој су снаге Црвене армије освојиле Будимпешту из руку немачких СС и мађарских снага. Ово је била једна од најкрвавијих опсада овог рата, упоредива по броју жртава са опсадама Берлина и Стаљинграда.

## Општа ситуација
Крајем 1944. Мађарска је била савезник Немачке, и за Немачку је била битна и у политичком и у економском смислу - немачкој индустрији су била потребна мађарска налазишта нафте код језера Балатон.
16. октобра 1944, мађарског вођу Миклоша Хортија је сменила локална националистичка партија, Стреласти крстови. Није било наде за миран крај у Мађарској - спремала се жестока битка.

## Опсада

### Опкољавање Будимпеште
29. октобра 1944, Црвена армија је почела офанзиву према Будимпешти. Више од 1.000.000 војника се поделило у две оперативне маневарске групе које су јуриле према граду, са циљем да га одсеку од остатка немачких и мађарских снага.
7. новембра 1944, совјетске снаге су ушле у источна предграђа Будимпеште, на 20 километара од старог града. Необична је чињеница да је врло мало становника желело да напусти град.
19. децембра, након неопходног предаха, Црвена армија је наставила офанзиву. 26. децембра, Совјети су заузели пут који спаја Будимпешту са Бечом, и тиме је град опкољен.
Будимпешта је била важан циљ за Стаљина. Ближила се Конференција на Јалти, и Стаљин је желео да покаже своју пуну моћ Черчилу и Рузвелту. Стога је издао директиву генералу Родиону Малиновском, у којој му је наредио да освоји град што је пре могуће.
29. децембра 1944, нападни клинови Трећег украјинског фронта, који је након Батинске битке напредовао десном страном Дунава, одсекли су Будимпешту са запада, чиме је Будимпешта опкољена. Истог дана Малиновски је послао два емисара како би преговарали о предаји града. Емисари се никада нису вратили. Ова чињеница је предмет спора између неких совјетских, немачких и мађарских историчара. Неки сматрају да су емисари намерно убијени, док други верују да су грешком упуцани док су се враћали. У сваком случају, совјетски команданти су ово сматрали актом одбијања предаје и наредили су почетак опсаде.

### Почетак опсаде и прва немачка офанзива
Офанзива је почела у источним предграђима, напредујући кроз Пешту, а велике централне авеније су олакшавале напредовање. Одбрана града је покушала да успори совјетско напредовање. На крају су се повукли, како би скратили своје линије одбране и надајући се да ће искористити брдски терен Будима.
1. јануара 1945, Вермахт је започео Операцију Конрад, којом је покушао да организује пробој из Будимпеште на запад кроз брдовити терен северно од Будимпеште. Истовремено, 4. СС оклопни корпус, привучен за ову сврху са Висле, кренуо је у продор са запада према Будимпешти, у покушају да се спајањем нападних клинова пробије совјетски обруч.
3. јануара 1945, совјетска команда је послала још четири дивизије у помоћ и зауставила је офанзиву на мање од 20 километара северно од Будимпеште. 12. јануара 1945, Вермахт и Вафен-СС су били приморани на повлачење - Операција Конрад није успела.

### Појачавање борби
У међувремену, градске борбе у Будимпешти су добиле на интензитету. Снабдевање је постало одлучујући фактор, због губитка аеродрома Ферихеђ пред сам почетак опсаде, 27. децембра 1944. До 9. јануара 1945, немачке снаге су могле да користе неке од главних авенија, као и парк поред будимског дворца, за слетишта за авионе и једрилице, иако су биле под сталном артиљеријском ватром. Пре него што се Дунав заледио, нешто намирница је могло да се превози баржама, под окриљем таме и магле.
Међутим, несташице хране су биле све веће и војници су морали да се сами сналазе за храну - неки су чак јели своје коње.
Убрзо су се совјетске трупе нашле у сличној ситуацији оној у којој су били Немци код Стаљинграда. Ипак, Совјети су успели да искористе предност урбаног терена, интензивно се ослонивши на снајперску борбу. Екстремне температуре су имале великог утицаја на немачке, а посебно на мађарске војнике, који су почели да дезертирају у значајном броју. Борбе су се прошириле чак и на градску канализацију, јер су је и немачка и совјетска страна користиле за кретање трупа. Шест совјетских маринаца је чак успело да уђе у дворац на брду, оставши тамо неколико сати и заробивши једног немачког официра, пре него што су се вратили на своје линије, поново подземним путем. Међутим оволика мобилност је била ретка, јер су канализацију користиле и немачке и мађарске трупе, којима је локално становништво пружало помоћ у виду водича.
Средином јануара, Совјети су заузели острво Чепел, заједно са војним фабрикама које су још увек производиле Панцерфаусте и гранате. У међувремену, у Пешти се за браниоце погоршавала ситуација.
17. јануара 1945, Хитлер је прихватио повлачење свих преосталих трупа из Пеште и покушај да се одбрани Будим. Свих пет мостова преко Дунава су били закрчени саобраћајем - евакуисали су се војници, рањеници и цивили. 18. јануара 1945, немачке снаге су срушиле пет прелепих мостова, упркос протестима мађарских официра.

### Друга немачка офанзива
20. јануара 1945, Вермахт и Вафен-СС су започели другу велику офанзиву, овог пута јужно од града, направивши рупу од 20 километара у совјетским линијама, напредујући према Дунаву, и претећи совјетским линијама снабдевања.
Стаљин је наредио својим снагама да држе положаје по сваку цену. Два армијска корпуса која су била одређена да нападну Будимпешту су брзо преусмерена јужно од града, како би зауставила немачку офанзиву. На крају, Вафен-СС трупе, које су дошле на мање од 20 километара од града, нису биле у стању да наставе офанзиву услед замора и лошег снабдевања. Браниоци Будимпеште су тражили дозволу да покушају да напусте град и побегну из обруча, али Хитлер је одбио.
28. јануара 1945, немачке трупе више нису могле да држе своје положаје, и биле су принуђене на повлачење. Напад је представљао последњи покушај Вермахта да изврши стратешки маневар. До краја рата, Немци ће бити у сталној дефанзиви. Судбина одбране Будимпеште је била запечаћена.

### Битка за Будим
За разлику од Пеште, која је на равници, Будим је на брдовитом терену. Ово је браниоцима омогућило да поставе артиљерију и утврђења изнад нападача, што је у великој мери успорило совјетско напредовање. Главно утврђење Гелерд брдо су браниле елитне СС трупе, које су успешно одбиле неколико совјетских напада. У близини, совјетски и немачки војници су се борили за градско гробље, често се борећи око гробница, које је артиљеријска ватра отворила.
Борбе на Маргитином острву, на средини Дунава, биле су изразито немилосрдне. Острво је још увек било повезано са остатком града преко преостале половине Маргитиног моста.
6. фебруара 1945, Гелерд брдо је коначно пало, после жестоког совјетског напада, изведеног са три стране истовремено. Борбе су трајале шест недеља. Совјетска артиљерија је сада коначно могла да доминира целим градом и да туче по положајима преосталих трупа сила Осовине, које су се концентрисале на мање од два квадратна километра и патиле од лоше исхране и болести (дневна следовања су била сведена на 150 грама хлеба и меса од закланих коња). Упркос свему, браниоци су одбили да се предају и бранили су сваку улицу и кућу.
Након освајања јужне железничке станице, после дводневних крвавих борби, Совјети су напредовали ка Дворском брду. 10. фебруара 1945, након жестоког напада, совјетски маринци су успоставили мостобран на овом брду.

### Покушај бега
Услед тако безнадежне ситуације, генерал Карл Пфефер-Вилденбрух је одлучио, упркос Хитлеровим наређењима, да покуша бекство из обруча.
Немачке и мађарске снаге, са одређеним бројем цивила, искористиле су маглу и покушале бег у три таласа. Први талас је успео да изненади својетске војнике и артиљерију и велики број њих је успео да побегне. Други и трећи талас нису били те среће, јер је совјетска артиљерија имала времена да загради област и туче по бежећој војсци. Упркос совјетској ватри и великим губицима, 10.000 људи је успело да се домогне шумовитих брда северозападно од Будимпеште, и побегне према Бечу.

## Последице
Дана 13. фебруара 1945, преостали браниоци су се коначно предали. Будимпешта је лежала у рушевинама, више од 80% зграда је било срушено или оштећено, а историјске знаменитости, попут зграде Мађарског парламента лежале су у рушевинама. Свих пет мостова преко Дунава је било уништено. Око 40.000 цивила је погинуло, а непознат је број оних који су умрли од глади и болести. Масовна силовања жена између 10 и 70 година старости су била уобичајена.
За Вермахт је опсада Будимпеште представљала последњу велику операцију на јужном фронту. Ова битка је у још већој мери исцрпла редовну војску, а посебно Вафен-СС.
За совјетске снаге, опсада Будимпеште је представљала финалну пробу пред битку за Берлин. Победа им је такође отворила пут ка Бечу, који је пао два месеца касније.